# Soto de la Vega
Soto de la Vega est une commune d'Espagne dans la province de León, communauté autonome de Castille-et-León. Elle s'étend sur 23,58 km2 et comptait environ 1 641 habitants en 2015.